# Radovesnice I
Radovesnice I é uma comuna checa localizada na região da Boêmia Central, distrito de Kolín.